# Getto w Tomaszowie Mazowieckim
Getto w Tomaszowie Mazowieckim, getto tomaszowskie – getto dla ludności żydowskiej utworzone przez okupacyjne władze niemieckie w czasie II wojny światowej w Tomaszowie Mazowieckim. 
Getto zostało utworzone 3 maja 1940 i zlikwidowane w dniach 30 października – 1 listopada 1942 roku.

## Organizacja getta
Za pierwszą podstawę organizacji getta w Tomaszowie Mazowieckim uznaje się zarządzenie Kreishauptmanna Lucasa z 3 maja 1940 r., nakazujące utworzenie osobnej dzielnicy żydowskiej w Tomaszowie Maz. i nakładające na ludność żydowską różne ograniczenia i zakazy. Formalnie jednolite getto tomaszowskie powstało 15 grudnia 1941 roku.

## Obszar getta
Początkowo, na podstawie zarządzenia z maja 1940 r., getto obejmowało trzy otwarte skupiska ludności żydowskiej:
- Pierwsze, największe skupisko, znajdowało się po prawej stronie rzeki Wolbórki i obejmowało ulice po południowej stronie al. Marszałka Piłsudskiego i pl. Kościuszki.
- Drugie, średniej wielkości, utworzono w rejonie ulicy Pierackiego, Długiej, św. Władysława, Gustownej i Warszawskiej.
- Trzecie, najmniejsze, położone było przy ulicy Szerokiej i Niebrowskiej.

Cechą charakterystyczną tego okresu było to, że w dzień ludność żydowska, oznakowana opaskami, mogła poruszać się w miarę swobodnie po mieście i m.in. kupować żywność na wolnym rynku. Stąd problem głodu jak w innych gettach nie był tak wyraźny.
Z dniem 15 grudnia 1941 roku wszystkie wspomniane wyżej obszary zostały połączone w jedną całość i zamknięte.

## Warunki życia w getcie

### Prezesi Rady Starszych w Tomaszowie Mazowieckim
| Imię i nazwisko prezesa Judenratu | daty sprawowania stanowiska  |
| --------------------------------- | ---------------------------- |
| Bolesław Szeps                    | od 1939 do grudnia 1940      |
| Lajbuś Warzager                   | od grudnia 1940 do maja 1942 |
| Jakub Granat                      | od maja do listopada 1942    |

### Żydowska Służba Porządkowa w getcie tomaszowskim
Żydowska Służba Porządkowa (niem. Jüdischer Ordnungsdienst), zwana pospolicie policją żydowską powstała na początku okupacji hitlerowskiej jako żydowska jednostka policyjna wewnątrz getta. Podległa zasadniczo Judenratom, lecz przede wszystkim wykonywała polecenia nazistów. Wykorzystywano ją do rekwizycji, łapanek, eskortowania przesiedleńców oraz akcji deportacyjnych. Z tego powodu policjantów żydowskich zwanych „odmanami”, tak samo jak członków Judenratu, oskarżano pospolicie o kolaborację z nazistowskimi Niemcami.
Komendantem policji żydowskiej w getcie tomaszowskim był Leon Nussman. W roku 1942 jednostka mu podległa liczyła 42 OD-manów. Członkowie Żydowskiej Służby Porządkowej rekrutowali się z rozmaitych środowisk od robotniczych po fabrykanckie.

### Służba zdrowia w getcie tomaszowskim
Początkowo służba zdrowia była oparta na dorobku Towarzystwa Ochrony Zdrowia ludności żydowskiej (TOZ). W roku 1940 po utworzeniu getta tomaszowskiego dr Efroim Mordkowicz na polecenie Bolesława Szepsa, ówczesnego prezesa Judenratu, stworzył od podstaw szpital żydowski przy ul. Wieczność 32/34 (w dawnym budynku Gimnazjum Żydowskiego). Szpital ten funkcjonował do września 1942 roku.

### Rozrywka i kultura w getcie tomaszowskim
Pomimo trudnych i wciąż pogarszających się warunków bytowych w getcie tomaszowskim działały kabarety i teatr gettowy. Odbywały się koncerty muzyczne i wieczorki literackie, na których prezentowano różnorakie próby poetyckie. Tworzono grupy artystyczne, skupiający znanych twórców. Powstawały obrazy, rysunki, fotografie i karykatury.
Teatr gettowy nosił nazwę „Klein Kunst Teater w Tomaszowie”. Działał on w latach 1940–1942. Skład osobowy teatru:
- prezes (dyrektor) teatru – dr Artur Kahan, inżynier chemii, łodzianin;
- kierownik artystyczny i pierwszy reżyser – Izrael „Lutek” Orenbach (1920–1942)[1]
- kierowniki literacki – Adam Lichtenstein (1924–1943);
- kierownik muzyczny – Alfred Rotberg (ur. 20 IV 1915 r. w Łodzi);
- kierownik techniczny i dekorator – Wolf vel Władysław Rejder (ur. 7 VI 1917 r.), artysta malarz rodem z Łodzi;
- reżyser pomocniczy – Szmul Binem Orenbach (ur. 8 IV 1893 r.);
- pierwsza primadonna – Bela Orenbach (ur. 8 V 1925 r.).

W getcie tomaszowskim odbywały się też koncerty muzyczne. Solistkami były osoby z dobrym wykształceniem muzycznym, m.in. pianistka Sura (Sara) z Rozenbergów Szczęśliwa (ur. 1898), a także Zofia Makow (ur. 8 VIII 1869 r. w Warszawie), emerytowana pianistka Opery Warszawskiej, nauczycielka muzyki. Koncerty te odbywały się jeszcze w przededniu akcji likwidacyjnej (w październiku 1942 roku). W gettowej grupie artystycznej, skupiającej malarzy i karykaturzystów, działali m.in. Józef Badower, Henryk Barczyński, Izrael Aljuche Orenbach, Władysław Rejder. Jednym z wiodących poetów getta tomaszowskiego był Adam Lichtenstein.

### Tajne nauczanie w getcie tomaszowskim
Mimo zakazów okupanta hitlerowskiego tajne nauczanie odbywało się na wszystkich poziomach i to zarówno w zakresie szkoły powszechnej, jak i nauk talmudycznych. Głównym inicjatorem tajnego nauczania wśród Żydów tomaszowskich był dr Iszer Borensztajn, dyrektor gimnazjum żydowskiego.
Początkowo tajne nauczanie było kontynuowane we współpracy z polskimi kolegami i obejmowało tak polskich, jak żydowskich uczniów. Później w miarę izolowania i dyskryminowania Żydów, którzy musieli nosić gwiazdę Dawida i przebywać na terenie dla nich wyznaczonym (czyli poza aryjskimi terenami zamieszkania), wspólna edukacja okazała się niemożliwa, dlatego w zmienionych warunkach tajna edukacja wśród Żydów zyskała znaczącą samodzielność. Komplety na terenie getta funkcjonowały do lipca 1941 roku, potem (według Samuela Talmana) zostały zaniechane w związku z tragiczną sytuacją ekonomiczną ludności żydowskiej. Prawdopodobnie niektóre grupy tajnego nauczania działały aż do maja 1942, kiedy większość nauczycieli żydowskich zginęła w akcjach eksterminacyjnych przygotowanych przez nazistów.
Także organizacje skautowskie (np. Akiba, Betar) prowadziły tajne nauczanie na poziomie klas niższych (aż do pierwszych miesięcy 1942 roku).
Znane są nieliczne nazwiska nauczycieli tomaszowskich pochodzenia żydowskiego prowadzących tajne komplety na terenie getta:
- Michał Beatus;
- dr Iszer Borenstajn;
- Samuel Głogowski;
- Henryk Rozenfarb-Różycki, nauczyciel matematyki;
- Dwojra Rubinek;
- Abraham Sanina, nauczyciel chemii i fizyki;
- Fajga Talman;
- Samuel Talman;
- Pola Tuszyńska;
- Rajzla z Kronenbergów Żemańska, nauczycielka historii, łaciny i języków obcych.

## Ruch oporu w getcie tomaszowskim
W getcie tomaszowskim nie zdołano utworzyć jednolitego ruchu oporu. Powstawały wprawdzie komórki lub zespoły ludzkie, które decydowały się na konspirację i walkę zbrojną, ale podejmowały one działania poza terenem getta i miasta. Najbardziej znanymi bohaterami rodem z Tomaszowa Mazowieckiego są młodociane bojowniczki wywodzące się z ruchu skautowskiego „Akiby” – Halina Rubinek (1924–1943), Tusia Fuks (1925–1943), Estera Michlewicz, Tusia Friedman, które działały zbrojnie w getcie krakowskim.
Inne organizacje skautowe lub paramilitarne (np. Betar), związkowe lub polityczne zostały rozbite już we wczesnej fazie okupacji przez hitlerowców. Aktywistów aresztowano i zesłano do obozów koncentracyjnych (komunistów rozstrzelano).

## Niemieckie akcje eksterminacyjne przed likwidacją getta
Wiosną 1942 roku naziści (Gestapo, Schupo, Kripo) przeprowadzili trzy kolejne akcje eksterminacyjne:
- 27 kwietnia – akcja skierowana przeciwko działaczom politycznym, handlarzom i szmuglerom; w akcji tej zabito wielu członków Bundu i Syjonistów,
- 6 maja – akcja przeciwko inteligencji i oficerom rezerwy Wojska Polskiego; w akcji zginęło wielu nauczycieli, lekarzy, prawników i inżynierów,
- 7 maja – akcja przeciwko członkom Judenratu; – zamordowano w niej między innymi prezesa Judenratu Lajbusia Warzagera i kilkunastu najważniejszych członków Rady Starszych getta tomaszowskiego.

Akcje były prowadzone nocą i trwały do świtu dnia następnego. Niemcy mordowali tych Żydów, których nazwiska znalazły się na uprzednio przygotowanych listach proskrypcyjnych. Akcje miały charakter zapobiegawczy przed zorganizowaniem oporu zbrojnego ze strony ludności getta tomaszowskiego. Stąd likwidacja więźniów getta tomaszowskiego z doświadczeniem wojskowym, wykształconych i mających autorytet wśród więźniów getta, a także te osoby, które wykazywały swoistą odwagę i opanowanie (np. podczas szmuglowania żywności) i mogły stanowić ewentualne zagrożenie. Razem zabito około 80 osób.

## Likwidacja getta
Getto zlikwidowano w dniach 30 października i 1 listopada 1942 roku. W dwóch turach wywieziono ok. 14 tysięcy Żydów tomaszowskich do obozu zagłady w Treblince. Zenon Neumark w następujący sposób opisuje deportację:

Był to typowy dzień październikowy, chłodny i ponury. Tego ranka około godziny dziesiątej, na wielkim placu sąsiadującym z fabryką mebli zaczęto gromadzić niemal połowę mieszkańców, od 6 do 7 tysięcy kobiet, mężczyzn i dzieci. Plac zapełniał się powoli i w milczeniu, Jakby w osłupieniu Żydzi siadali na ziemi, obok każdej rodziny leżała sterta walizek, skrzyń czy worków podróżnych. Z górnych okien fabryki obserwowaliśmy bezradnie stale rosnącą masę ludzi. Ci, którzy przyszli pierwsi, przebywali na placu kilka godzin. Bez jedzenia i wody, mając tylko to, co wzięli ze sobą, w lęku i niepewności co do własnego losu, czekali w bezruchu i ciszy. [...] Późnym popołudniem zgromadzonych zaprowadzono na znajdującą się w odległości około trzech kilometrów stację kolejową i załadowano do wagonów bydlęcych, w których bez żywności, bez możliwości załatwienia potrzeb fizjologicznych, stali stłoczeni jak sardynki aż do zachodu słońca. Pod koniec dnia pociągi ruszyły w kierunku niewiadomego miejsca przeznaczenia. Dwa dni później, na początku listopada, miała miejsce deportacja drugiej części ludności getta.

Pierwszy pociąg z żydowską ludnością Tomaszowa Mazowieckiem, który wyruszył 30 października w godzinach popołudniowych, dotarł do stacji Treblinka dopiero po czterech dniach apokaliptycznej podróży (2 listopada). Wspomnienia ocalonego z Treblinki tomaszowianina Bera Rajzmana (opublikowane w „Fołks-Sztyme” 1970, nr 46) ukazują tragiczny los wywiezionych:

Ale z Tomaszowa droga nasza prowadzi już tylko w jednym kierunku. Jechaliśmy 4 dni, 120 ludzi w jednym wagonie, można było tylko stać. 2 listopada przyjechałem do obozu. O selekcji już wiecie [...]. Z całego transportu zostało nas tylko 25 osób przeznaczonych do noszenia ubrań. Reszta poszła do gazu.

W getcie Niemcy pozostawili około 1000 młodych i zdrowych pracowników, których zatrudniono w miejscowym obozie pracy przymusowej. Mieszkali oni na niewielkim obszarze dawnego getta, w tzw. „małym getcie”.
Ogółem przez getto przeszło ok. 20 tys. Żydów z Tomaszowa Mazowieckiego, powiatu tomaszowskiego oraz innych powiatów dystryktu radomskiego.

## Upamiętnienie

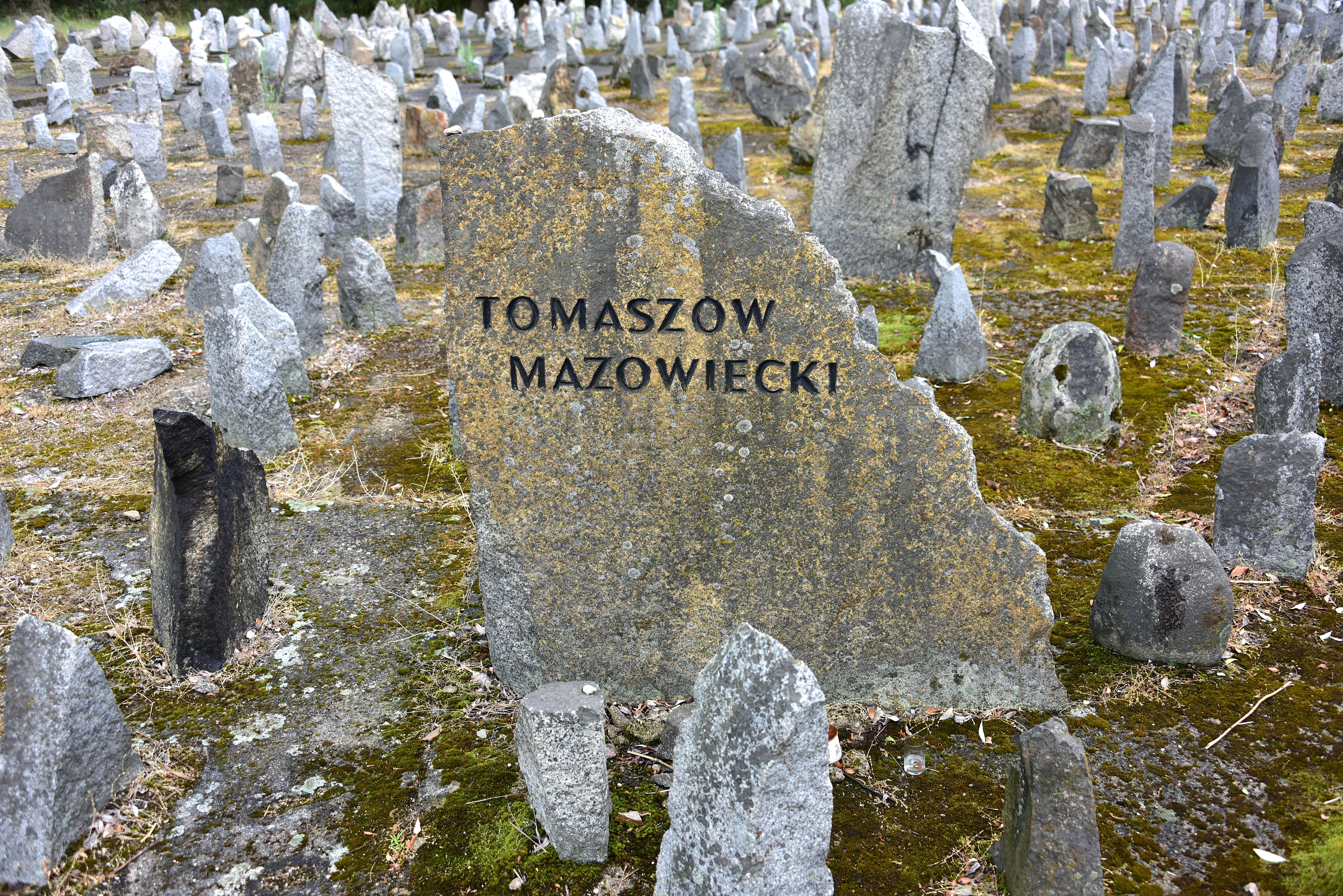
Pomnik Ofiar Obozu Zagłady w Treblince. Kamień upamiętniający Żydów z Tomaszowa Mazowieckiego

- Żydzi z Tomaszowa Mazowieckiego zostali upamiętnieni jednym z kamieni z nazwą miasta, stanowiącym element pomnika Ofiar Obozu Zagłady w Treblince[3].